# 谢尔盖·基斯利察
谢尔盖·奥列戈维奇·基斯利察（羅馬化：Serhii Olehovych Kyslytsia，1969年8月15日—）是烏克蘭的外交官，現任烏克蘭常駐聯合國代表。他曾於2014年至2019年擔任烏克蘭外交部副部長。

## 早年生活
基斯利察於1969年出生於基輔，後於基輔大學主修國際法，以優等成績畢業。他可流利使用烏克蘭語、英語、俄語、西班牙語與法語。

## 職業生涯
基斯利察於1992年以實習生的身份進入烏克蘭外交部，8年內歷任外交部副部長特別助理、欧洲委员会外交代表、駐比利時與駐荷蘭大使館以及駐北約代表處的一等與二等秘書、西歐聯盟聯絡員、外交部秘書長、外交部高級顧問等職務。2001年他擔任烏克蘭駐美國大使館的政務參贊，後升任公使銜參贊；2006年擔任外交部國際組織部門總幹事。
2014年基斯利察升任烏克蘭外交部副部長，在俄羅斯兼併克里米亞時參與烏克蘭的外交反擊行動；2016年他獲特命全權大使銜。
2019年基斯利察獲任命為烏克蘭常駐聯合國代表。2021年他因多年來傑出的外交貢獻而獲頒烏克蘭三等功績勳章。

### 2022年俄烏戰爭
2022年2月23日，在聯合國安理會開會討論烏克蘭危機時，俄羅斯總統普丁透過電視宣布入侵烏克蘭，基斯利察在會中要求俄羅斯駐聯合國代表瓦西里·涅边贾（時任聯合國安理會主席）立刻致電俄羅斯外交部長謝爾蓋·拉夫羅夫，盡全力停止戰爭，涅边贾則拒絕所請，亦拒絕辭去安理會主席職務，對此基斯利察回應「戰犯沒有煉獄，將會直接下地獄」，受到媒體大規模報導。會中美國與阿爾巴尼亞提出譴責俄羅斯侵略的提案因俄羅斯否決而未能通過，基斯利齐亚抨擊俄羅斯的行動毫無正當性可言，且俄羅斯代表團毫不可信。
2月28日召開的聯合國大會緊急特別會議會中，基斯利察表示：「若普丁想終結自己的生命，他沒有必要使用核武器，應該效法1945年5月那個人在柏林的地堡所行之事。」
3月1日基斯利察在聯合國大會致詞時朗誦了自戰死的俄羅斯士兵手機上發現的訊息，他表示訊息為士兵戰死前不久時所留下，士兵告訴其母：「媽媽，我在烏克蘭，有一場真正的戰爭正進行，我很害怕，我們正在轟炸他們的城市，甚至針對平民，他們說我們是法西斯主義者。媽媽，這太難了。」
3月7日俄羅斯駐英國大使館在推特轉發外交部長謝爾蓋·拉夫羅夫「俄羅斯在烏克蘭的特別軍事行動是為了防止戰爭」之言論，對此基斯利察在聯合國安理會會議上諷刺道「我想提醒俄羅斯駐倫敦的外交官，如果你們需要心理健康方面的協助，可以撥打英國國民保健署電話111。」

## 荣誉

### 乌克兰勋章奖章
- 三等功绩勋章（2021年12月22日公布[22]）